# منیستی (میشیگان)
منیستی، میشیگان (به انگلیسی: Manistee, Michigan) یک شهر در ایالات متحده آمریکا با جمعیت ۶٬۲۲۶ نفر است که در میشیگان واقع شده‌است.

## موقعیت جغرافیایی
موقعیت جغرافیایی شهرها و مناطق اطراف به شرح زیر است: